# Liesveld (gemeente)
Liesveld (uitspraakⓘ) is een voormalige gemeente in de provincie Zuid-Holland. De gemeente telde 9.775 inwoners (1 februari 2012, bron: CBS) en had een oppervlakte van 45,45 km² (waarvan 22,79 km² water).
De gemeente Liesveld ontstond op 1 januari 1986 door samenvoeging van de gemeenten Groot-Ammers, Langerak, Nieuwpoort en Streefkerk. 

## Kernen
- Groot-Ammers, hier was het gemeentehuis. Het dorp heeft 3.800 inwoners.
- Langerak heeft 1.600 inwoners.
- Nieuwpoort heeft 1.400 inwoners. Het is de enige van deze plaatsen die zich stad mag noemen.
- Streefkerk heeft 2.900 inwoners.
- Waal heeft 120 inwoners.

## Gemeentenaam
Mogelijk is de naam ontleend aan de gesteldheid (vroeger) van de landstreek nabij Gelkenes, die door lage en waterige grond vol liesgras heeft gestaan. Op een dergelijk "liesig veld" is het Slot Liesvelt gebouwd en hiernaar zouden het oude en adellijke geslacht en de baronie Liesveld genoemd zijn.
De Nederlandse koning Willem-Alexander voert sinds de troonswisseling de titel baron van Liesveld. Zie Titels Nederlandse koninklijke familie.

### Gemeentelijk herindelingen
De gemeenten Liesveld, Graafstroom en Nieuw-Lekkerland hadden het voornemen om op 1 januari 2010 één gemeentelijke organisatie te vormen, met drie gemeentebesturen en drie gemeentehuizen. Deze datum is niet gehaald. Een voorstel tot fusie, uiterlijk op 1 januari 2013, is in maart 2011 goedgekeurd door Provinciale Staten van Zuid-Holland. Inmiddels is het voorstel ook aangenomen door de Tweede Kamer en de Eerste Kamer op 24 april 2012.
Vanaf 1 januari 2013 zijn de gemeenten Graafstroom, Liesveld en Nieuw-Lekkerland samengegaan als één gemeente. Deze nieuwe gemeente is Molenwaard gaan heten. Het tijdelijke gemeentehuis stond in Bleskensgraaf. Op 1 januari 2019 is Molenwaard samen met Giessenlanden gefuseerd tot de gemeente Molenlanden.

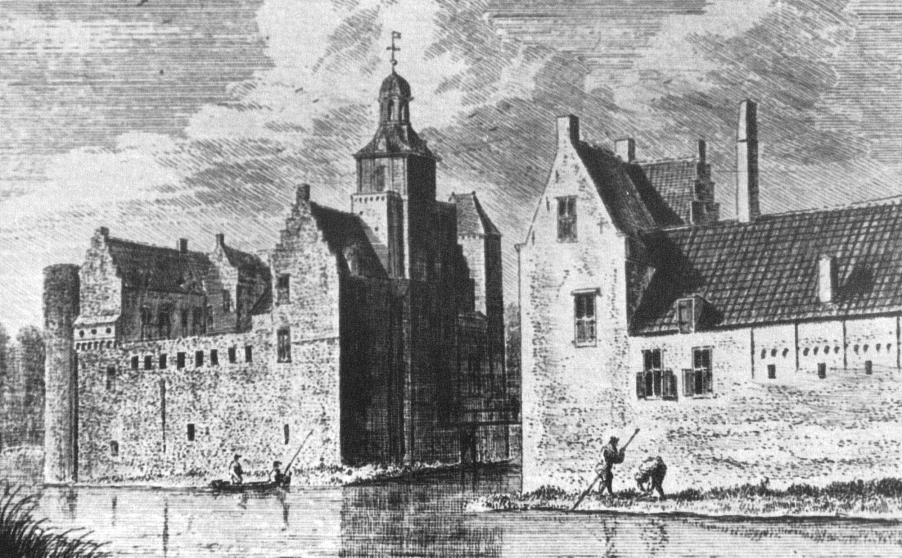
Slot Liesveld rond 1770

## Zetelverdeling gemeenteraad
Hieronder staat de samenstelling van de gemeenteraad sinds 1994:
| ChristenUnie-SGP          | -  | -  | -  | 4  | 4  | 4  |
| Gemeentebelangen Liesveld | -  | -  | -  | 2  | 3  | 4  |
| CDA                       | 4  | 3  | 3  | 3  | 3  | 3  |
| PvdA                      | 3  | 3  | 3  | 2  | 2  | 1  |
| VVD                       | 2  | 3  | 3  | 2  | 1  | 1  |
| SGP/RPF/GPV               | 4  | 4  | 4  | -  | -  | -  |
| Totaal                    | 13 | 13 | 13 | 13 | 13 | 13 |